# Europeiska inomhusmästerskapen i friidrott 1975
Europeiska inomhusmästerskapen i friidrott 1975 genomfördes 1975 i Katowice, Polen. 

## Medaljörer, resultat

### Herrar

#### 60 m
- 1 Valerij Borzov, Sovjetunionen – 6,59
- 2 Aleksandr Aksinin, Sovjetunionen – 6,67
- 3 Zenon Licznerski, Polen – 6,74

#### 400 m
- 1 Herrman Köhler, Västtyskland  – 48,76
- 2 Josip Alebić, Jugoslavien  – 49,04
- 3 Semjon Kotjer, Sovjetunionen – 49,33

#### 800 m
- 1 Gerhard Stolle, Östtyskland – 1.49,8
- 2 Ivo Van Damme, Belgien  – 1.50,1
- 3 Vladimir Ponomarjov, Sovjetunionen – 1.50,2

#### 1 500 m
- 1 Thomas Wessinghage, Västtyskland – 3.44,6
- 2 Pjotr Anisim, Sovjetunionen – 3.45,4
- 3 Gheorghe Ghipu, Rumänien – 3.45,4

#### 3 000 m
- 1 Ian Stewart, Storbritannien – 7.58,6
- 2 Pekka Päiverinta, Finland – 7.58,6
- 3 Boris Kuznetsov, Sovjetunionen – 8.01,2

#### Häck 60 m
- 1 Leszek Wodzynski, Polen – 7,69
- 2 Frank Siebeck, Östtyskland – 7,69
- 3 Eduard Pereverzev, Sovjetunionen  – 7,74

#### Stafett 4 x 320 m
- 1 Västtyskland – 2.29,9
- 2 Polen – 2.31,4
- 3 Bulgarien – 2.32,1

#### Höjdhopp
- 1 Vladimír Malý, Tjeckoslovakien – 2,21
- 2 Endre Kelemen, Ungern – 2,19
- 3 Rune Almén, Sverige – 2,19

#### Längdhopp
- 1 Jacques Rousseau, Frankrike – 7,94
- 2 Hans-Jürgen Berger, Västtyskland – 7,87
- 3 Zbigniew Beta, Polen – 7,82

#### Stavhopp
- 1 Antti Kalliomäki, Finland – 5,35
- 2 Woiciech Buciarski, Polen – 5,30
- 3 Wladislaw Kozakiewicz, Polen – 5,30

#### Trestegshopp
- 1 Viktor Sanjejev, Sovjetunionen – 17,01
- 2 Michal Joachimowski, Polen – 16,90
- 3 Gennadij Besonov, Sovjetunionen – 16,78

#### Kulstötning
- 1 Valtjo Stojev, Bulgarien – 20,19
- 2 Geoff Capes, Storbritannien – 19,98
- 3 Valerij Vojkin, Sovjetunionen – 19,44

### Damer

#### 60 m
- 1 Andrea Lynch, Storbritannien – 7,17
- 2 Monika Meyer, Östtyskland – 7,24
- 3 Irena Szewinska, Polen – 7,26

#### 400 m
- 1 Verona Elder, Storbritannien  – 52,68
- 2 Nadezjda Iljina, Sovjetunionen – 53,21
- 3 Inta Klimovitja, Sovjetunionen – 53,91

#### 800 m
- 1 Anita Barkusky, Östtyskland – 2.05,6
- 2 Sarmita Stûla, Sovjetunionen – 2.06,2
- 3 Rositsa Pechlivanova, Bulgarien – 2.06,3

#### 1 500 m
- 1 Natalia Andrei, Rumänien – 4.14,7
- 2 Tatjana Kazankina, Sovjetunionen – 4.14,8
- 3 Ellen Wellmann, Västtyskland – 4.16,2

#### Häck 60 m
- 1 Grażyna Rabsztyn, Polen – 8,04
- 2 Annelie Erhardt, Östtyskland – 8,12
- 3 Tatjana Anisimova, Sovjetunionen – 8,21

#### Stafett 4 x 320 m
- 1 Sovjetunionen – 2.46,1
- 2 Västtyskland – 2.47,3
- 3 Polen – 2.49,6

#### Höjdhopp
- 1 Rosemarie Ackermann, Östtyskland – 1,93
- 2 Marie-Christine Debourse, Frankrike – 1,83
- 3 Annemieke Bouma, Nederländerna – 1,80

#### Längdhopp
- 1 Dorina Cotineanu, Rumänien – 6,31
- 2 Lidia Alfejeva, Sovjetunionen – 6,29
- 3 Meta Antenen, Schweiz – 6,28

#### Kulstötning
- 1 Marianne Adam, Östtyskland – 20,05
- 2 Helena Fibingerová, Tjeckoslovakien – 19,97
- 3 Ivanka Christova, Bulgarien – 18,35

## Medaljfördelning
| Medaljfördelning |                 |      |        |       |        |
| Plats            | Land            | Guld | Silver | Brons | Totalt |
| 1                | Östtyskland     | 4    | 3      | 0     | 7      |
| 2                | Sovjetunionen   | 3    | 6      | 8     | 17     |
| 3                | Västtyskland    | 3    | 2      | 1     | 6      |
| 4                | Storbritannien  | 3    | 1      | 0     | 4      |
| 5                | Polen           | 2    | 3      | 5     | 10     |
| 6                | Rumänien        | 2    | 0      | 1     | 3      |
| 7                | Finland         | 1    | 1      | 0     | 2      |
|                  | Frankrike       | 1    | 1      | 0     | 2      |
|                  | Tjeckoslovakien | 1    | 1      | 0     | 2      |
| 10               | Bulgarien       | 1    | 0      | 3     | 4      |
| 11               | Ungern          | 0    | 1      | 0     | 1      |
|                  | Jugoslavien     | 0    | 1      | 0     | 1      |
|                  | Belgien         | 0    | 1      | 0     | 1      |
| 14               | Sverige         | 0    | 0      | 1     | 1      |
|                  | Nederländerna   | 0    | 0      | 1     | 1      |
|                  | Schweiz         | 0    | 0      | 1     | 1      |